# کنسالیدیتد فیلم ایندستریز
کنسالیدیتد فیلم ایندستریز (انگلیسی: Consolidated Film Industries؛ (اختصاری CFI)) یک آزمایشگاه و شرکت پردازش فیلم بود که برای چندین دهه یکی از آزمایشگاه‌های فیلم پیشرو در منطقه لس آنجلس محسوب می‌شد. CFI به پردازش نگاتیوهای فیلم می‌پرداخت و چاپ‌هایی را برای فیلم‌های سینمایی و تلویزیونی نشر می‌کرد. این شرکت و کارکنان آن جوایز اسکار متعددی را برای دستاوردهای علمی یا فنی خود دریافت کردند.
CFI در مارس ۱۹۲۴ توسط هربرت یتس در نیویورک تأسیس شد. این شرکت در سال ۱۹۲۷ با ادغام چندین شرکت قبلی، از جمله آزمایشگاه‌های ریپابلیک که یتس آن را در سال ۱۹۱۸ خریده بود، و «انجمن آزمایشگاه‌های فیلم متفقین»، که او در سال ۱۹۱۹ تشکیل داده بود، مجدداً در دلاور ادغام شد.
در دفترچه مالی شرکت اعلام شده‌است که CFI برای جانشینی با شرکتی با نام مشابه که در مارس ۱۹۲۴ تحت قوانین نیویورک تشکیل شده بود، که به منظور توسعه، چاپ و ارائهٔ نگاتیوهای سینمایی به عنوان جانشین آن تأسیس شده بود. گفته می‌شود که این شرکت شش کارخانه را در نیویورک، نیوجرسی و کالیفرنیا اداره می‌کرد که در تجارت فیلم‌های سینمایی به عنوان «آزمایشگاه» شناخته می‌شدند. یکی از این املاک، امکانات آزمایشگاه فیلم بایوگراف استودیوز در برانکس، نیویورک بود.
CFI بزرگ‌ترین شرکت در نوع خود بود و زمانی بزرگ‌ترین خریدار فیلم سینمایی در جهان محسوب می‌شد. فیلم‌های سینمایی و تلویزیونی که از پردازش رنگ این شرکت استفاده می‌کردند، معمولاً فقط با حروف اول نام شرکت به آن اشاره می‌کردند، که معمولاً با عنوان «Color by CFI» نشان داده می‌شد. برای مدتی در اواخر دهه ۱۹۸۰، به شوخی گفته می‌شد که CFI مخفف عبارت «Can't Find It» یا «CFI Care» باشد.
گلادیس بیکر، مادر مریلین مونرو، به عنوان برش‌دهندهٔ نگاتیو فیلم برای CFI کار می‌کرد؛ پدر بیولوژیکی مونرو، چارلز استنلی گیفورد، کارمند این شرکت و همکار گلادیس بوده‌است.
طبق خبری در صفحه اول بروکلین دیلی ایگل، در ۲۴ اکتبر ۱۹۲۹، آزمایشگاه‌های صنایع فیلم‌سازی CFI در هالیوود بر اثر انفجار و آتش‌سوزی از بین رفتند. یک مرد کشته شد و فیلم‌های سینمایی به ارزش میلیون‌ها دلار گم شدند.
CFI در سال 1928 پریزماکالر را خریداری کرد و خود شرکت در سال ۲۰۰۰ توسط تکنی‌کالر خریداری شد. با گذشت زمان تکنی‌کالر هم آزمایشگاه یونیورسال سیتی و هم آزمایشگاه CFI را در هالیوود اداره کرد، اما با کاهش تقاضا، تصمیم به تعطیلی CFI گرفته شد. تکنی‌کالر فعالیت خود را در یونیورسال سیتی به عنوان یک آزمایشگاه فیلم در سال ۲۰۰۸ متوقف کرد.
ساختمان اصلی CFI در خیابان سوارد ۹۵۹ در هالیوود بیش از ۶۰ سال خانه این شرکت بوده‌است. پس از تخریب سازه، زمین آن برای سال‌ها خالی بود تا اینکه یک مجتمع اداری کم‌مرتبه در سال ۲۰۱۴ در آنجا ساخته شد.